# Liste der Kulturdenkmale in Waltershausen (Kernstadt mit Ibenhain)

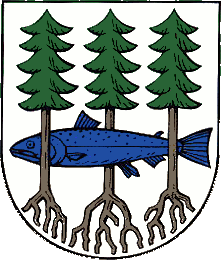

Die Liste der Kulturdenkmale in Waltershausen enthält die Kulturdenkmale, die am 29. Juni 2023 in den Denkmallisten der unteren Denkmalschutzbehörde des Landkreises Gotha zur Kernstadt von Waltershausen einschließlich dem Stadtteil Ibenhain verzeichnet waren. Die Kulturdenkmale der anderen Ortsteile werden noch in gesonderten Artikeln aufgelistet.

## Legende
- Bild: zeigt ein Bild des Kulturdenkmals und gegebenenfalls einen Link zu weiteren Fotos des Kulturdenkmals im Medienarchiv Wikimedia Commons
- Bezeichnung: Name, Bezeichnung oder die Art des Kulturdenkmals
- Lage: Wenn vorhanden Straßenname und Hausnummer des Kulturdenkmals; Grundsortierung der Liste erfolgt nach dieser Adresse. Der Link Karte führt zu verschiedenen Kartendarstellungen und nennt die Koordinaten des Kulturdenkmals.
 Kartenansicht, um Koordinaten zu setzen – in dieser Kartenansicht sind Kulturdenkmale ohne Koordinaten mit einem roten bzw. orangen Marker dargestellt und können in der Karte gesetzt werden. Kulturdenkmale ohne Bild sind mit einem blauen bzw. roten Marker gekennzeichnet, Kulturdenkmale mit Bild mit einem grünen bzw. orangen Marker.
- Datierung: gibt das Jahr der Fertigstellung beziehungsweise das Datum der Erstnennung oder den Zeitraum der Errichtung an
- Beschreibung: bauliche und geschichtliche Einzelheiten des Kulturdenkmals, vorzugsweise die Denkmaleigenschaften
- ID: Die ID identifiziert das Kulturdenkmal eindeutig. In Thüringen sind aktuell keine IDs veröffentlicht. In der ID-Spalte kann sich auch folgendes Icon  befinden, dies führt zu Angaben zu diesem Kulturdenkmal bei Wikidata.

## Einzeldenkmale
| Bild                                    | Bezeichnung                                          | Lage                                  | Datierung | Beschreibung | ID |
| --------------------------------------- | ---------------------------------------------------- | ------------------------------------- | --------- | --- | -- |
| weitere Bilder Fotos hochladen          | ehemalige Puppenfabrik                               | August Bebel-Straße 4–6 (Karte)       |           | ehemalige Puppenfabrik Kämmer & Reinhardt |    |
| BW                                      | Pavillon                                             | Ausfeldstraße ggü. Nr. 36 (Karte)     |           | Pavillon |    |
| Fotos hochladen                         | ehemaliges Stadttheater                              | Bahnhofstraße 12 (Karte)              |           | ehemaliges Stadttheater |    |
| Fotos hochladen                         | Wohnhaus                                             | Beckengasse 7 (Karte)                 |           | Wohnhaus |    |
| Fotos hochladen                         | ehemaliger Ackerbürgerhof                            | Beckengasse 17 (Karte)                |           | ehemaliger Ackerbürgerhof |    |
| Fotos hochladen                         | Inschrifttafel                                       | Borngasse 4 (Karte)                   |           | Inschrifttafel |    |
| BW                                      | Wohn- und Geschäftshaus                              | Borngasse 7 (Karte)                   |           | Wohn- und Geschäftshaus mit Nebengebäuden |    |
| Fotos hochladen                         | ehemaliger Ratskeller                                | Brauhausgasse 1 (Karte)               |           | ehemaliger Ratskeller |    |
| BW                                      | Wohnhaus                                             | Brauhausgasse 2 (Karte)               |           | Wohnhaus |    |
| Fotos hochladen                         | ehemaliger Ackerbürgerhof                            | Bremerstraße 9–11 (Karte)             |           | ehemaliger Ackerbürgerhof |    |
| weitere Bilder Fotos hochladen          | Mehrfamilienhaus                                     | Bremerstraße 13 (Karte)               | um 1850   | dreigeschossiges Wohnhaus in Ecklage, mit Durchfahrt, Fachwerkfassaden verputzt, klassizistische Fensterumrahmungen und Verdachungen im 1. OG. |    |
| BW                                      | Wohnhaus                                             | Burggasse 8 (Karte)                   |           | Wohnhaus |    |
| Direkt Bild zu diesem Denkmal hochladen | Trafostation (abgebrochen?)                          | Daniel Kästner-Straße                 |           | Trafostation (abgebrochen?) |    |
| Direkt Bild zu diesem Denkmal hochladen | Wohnhaus (abgebrochen?)                              | Ernst-Thälmann-Straße 10              |           | Wohnhaus (abgebrochen?) |    |
| BW                                      | Felsenkeller                                         | Ernst-Thälmann-Straße 17 (Karte)      |           | Felsenkeller als Sachteil |    |
| BW                                      | Villa                                                | Fabrikstraße 9 (Karte)                |           | Ehemalige Fabrikantenvilla |    |
| Direkt Bild zu diesem Denkmal hochladen | Litfaßsäule                                          | Hauptstraße                           |           | Litfaßsäule |    |
| weitere Bilder Fotos hochladen          | Wohn- und Geschäftshaus                              | Hauptstraße 1 (Karte)                 |           | Wohn- und Geschäftshaus |    |
| BW                                      | Wohn- und Geschäftshaus                              | Hauptstraße 2 (Karte)                 |           | Wohn- und Geschäftshaus |    |
| BW                                      | Wohn- und Geschäftshaus                              | Hauptstraße 3 (Karte)                 |           | Wohn- und Geschäftshaus |    |
| BW                                      | Wohn- und Geschäftshaus                              | Hauptstraße 4 (Karte)                 |           | Wohn- und Geschäftshaus |    |
| BW                                      | Wohn- und Geschäftshaus                              | Hauptstraße 6 (Karte)                 |           | Wohn- und Geschäftshaus |    |
| BW                                      | Postgebäude                                          | Hauptstraße 10 (Karte)                |           | ehemaliges Postgebäude |    |
| Fotos hochladen                         | Wohn- und Geschäftshaus                              | Hauptstraße 12 (Karte)                |           | Wohn- und Geschäftshaus |    |
| BW                                      | Wohn- und Geschäftshaus                              | Hauptstraße 14 (Karte)                |           | Wohn- und Geschäftshaus |    |
| BW                                      | Klaustor mit Stadtmauerrest                          | Hauptstraße 17 (Karte)                |           | Klaustor mit Stadtmauerrest |    |
| weitere Bilder Fotos hochladen          | Haus, Nebengebäude                                   | Hauptstraße 20 (Karte)                |           | Haus, Nebengebäude, ehemalige Lederfabrik Gebhardt                                                                                             |    |
| BW                                      | ehemaliges Hospital                                  | Hauptstraße 22 (Karte)                |           | ehemaliges Hospital St. Elisabeth |    |
| BW                                      | Wohn- und Geschäftshaus                              | Hauptstraße 37 (Karte)                |           | Wohn- und Geschäftshaus |    |
| BW                                      | Wohnhaus                                             | Hauptstraße 54 (Karte)                |           | Wohnhaus |    |
| weitere Bilder Fotos hochladen          | Wohn- und Geschäftshaus                              | Krumme Gasse 1 (Karte)                |           | Wohn- und Geschäftshaus |    |
| weitere Bilder Fotos hochladen          | Wohn- und Geschäftshaus                              | Krumme Gasse 2 (Karte)                |           | Wohn- und Geschäftshaus |    |
| weitere Bilder Fotos hochladen          | Wohn- und Geschäftshaus                              | Krumme Gasse 4 (Karte)                |           | Wohn- und Geschäftshaus |    |
| weitere Bilder Fotos hochladen          | Hofanlage                                            | Krumme Gasse 5 (Karte)                |           | Hofanlage |    |
| Direkt Bild zu diesem Denkmal hochladen | Wohnhaus                                             | Lutherstraße 8 / Schulplatz 16        |           | Wohnhaus |    |
| weitere Bilder Fotos hochladen          | Stadtkirche Zur Gotteshilfe                          | Markt (Karte)                         | 1719–1723 | Barockkirche |    |
| Direkt Bild zu diesem Denkmal hochladen | Litfaßsäule                                          | Markt                                 |           | Litfaßsäule |    |
| weitere Bilder Fotos hochladen          | Marktbrunnen                                         | Markt                                 |           | Marktbrunnen |    |
| weitere Bilder Fotos hochladen          | Rathaus                                              | Markt 1 (Karte)                       |           | Rathaus |    |
| Direkt Bild zu diesem Denkmal hochladen | Wohn- und Geschäftshaus                              | Markt 5                               |           | Wohn- und Geschäftshaus |    |
| weitere Bilder Fotos hochladen          | Alte Apotheke                                        | Markt 7/8                             |           | Wohngeschäftshaus |    |
| weitere Bilder Fotos hochladen          | Dorfkirche Unser lieben Frauen                       | Ortsstraße 1 (Karte)                  |           | Dorfkirche mit Ausstattung und Grabsteinen |    |
| Direkt Bild zu diesem Denkmal hochladen | Wohnhaus mit Gedenktafel für GuthsMuhs und Hofpforte | Ortsstraße 3                          |           | Wohnhaus mit Gedenktafel für GuthsMuhs und Hofpforte                                                                                           |    |
| Direkt Bild zu diesem Denkmal hochladen | Hofpforten                                           | Ortsstraße 16, 17, 20, 22, 23, 25, 26 |           | Hofpforten |    |
| Direkt Bild zu diesem Denkmal hochladen | Trafostation                                         | Plan                                  |           | Trafostation |    |
| Direkt Bild zu diesem Denkmal hochladen | Litfaßsäule                                          | Plan                                  |           | Litfaßsäule |    |
| Direkt Bild zu diesem Denkmal hochladen | Ehemehemalige Schule                                 | Puschkinstraße 1                      |           | ehemalige Schule |    |
| Direkt Bild zu diesem Denkmal hochladen | ehemaliges Wohnhaus                                  | Puschkinstraße 2                      |           | ehemaliges Wohnhaus |    |
| weitere Bilder Fotos hochladen          | Sparkassengebäude                                    | Schulgasse 1                          |           | Sparkassengebäude |    |
| Direkt Bild zu diesem Denkmal hochladen | Grundschule                                          | Schulplatz 6                          |           | Grundschule |    |
| Direkt Bild zu diesem Denkmal hochladen | Regelschule                                          | Schulplatz 8                          |           | Regelschule (2 Gebäude) |    |
| Direkt Bild zu diesem Denkmal hochladen | Wohnhaus                                             | Schulplatz 16 / Lutherstraße 8        |           | Wohnhaus |    |
| BW                                      | Torhaus der Kemenate mit Gedenktafel Bechstein       | Tennebergstraße 2 (Karte)             |           | Torhaus der Kemenate mit Gedenktafel Bechstein                                                                                                 |    |
| Fotos hochladen                         | Wohnhaus                                             | Tennebergstraße 7 (Karte)             |           | Wohnhaus |    |
| weitere Bilder Fotos hochladen          | Wohnhaus                                             | Tennebergstraße 9 (Karte)             |           | Wohnhaus |    |
| weitere Bilder Fotos hochladen          | ehemaliges Forsthaus, Zeughaus                       | Tennebergstraße 13 (Karte)            |           | ehemaliges Forsthaus, Zeughaus |    |
| weitere Bilder Fotos hochladen          | Wohnhaus                                             | Töpfersberg 7                         |           | Wohnhaus |    |
| Direkt Bild zu diesem Denkmal hochladen | Töpfersturm                                          | Töpfersberg 11                        |           | Töpfersturm |    |
| Direkt Bild zu diesem Denkmal hochladen | Laufbrunnen                                          | Waldtor                               |           | |    |

## Sachgesamtheiten
| Bild                                    | Bezeichnung                                                 | Lage | Datierung   | Beschreibung | ID |
| --------------------------------------- | ----------------------------------------------------------- | --- | ----------- | --- | -- |
| weitere Bilder Fotos hochladen          | Friedhof                                                    | Friedhofsallee / Fichtestraße (Karte) |             | Friedhof mit Urnenhain einschließlich Brunnen mit expressionistischem Dekor, Steinkanzel in der Friedhofskapelle, außerhalb des Urnenhains Grabmale der Fam. Kämmer, Fam. Kestner / Hofmann, Fam. W. Kestner, Adolf und Jenny Kestner, Fam. Kohlstock, Fridolin und Friederike Ortmann, E. Reinbothe, Schaedel, A. Schneegaß, H. Schwerdt, A. Trinius, Fam. Weiss, Gedenksäule für die französischen Opfer des Faschismus |    |
| weitere Bilder Fotos hochladen          | Bauliches Ensemble Schloss Tenneberg                        | Tenneberg 1 bis 4 (Karte) |             | Schloss Tenneberg mit Ausstattung, Kapelle, Festssal, Schlossbrücke, Taubenhaus (Rest), Remisen, Wallgräben, ehemaliges Rentamtsgebäude, ehemaliges Gefängnis und Fronfeste |    |
| weitere Bilder Fotos hochladen          | Stadtbefestigung                                            | A. Trinius-Straße, Badegasse, Bergmühlenweg, Borngasse, Denkmalplatz, Hauptstraße, Hinter der Mauer, Jahnstraße, Plan, Stadtgraben, Schulplatz und Töpfersberg (Karte) | 13.–15. Jh. | Mittelalterliche Stadtmauer mit Türmen |    |
| Direkt Bild zu diesem Denkmal hochladen | Ensemble Altstadt innerhalb der ehemaligen Stadtbefestigung | Badegasse, Beckengasse, Bergmühlenweg, Borngasse, Brauhausgasse, Brauhausplatz, Bremerstraße, Burggasse, Denkmalplatz 18–20, Gerberstraße, Hauptstraße 1–17, 2–14, Hinter der Mauer, Jahnstraße, Kirchgasse, Krumme Gasse, Louisenstraße, Lutherstraße, Markt, Bergmühlenweg, Quergasse, Schulgasse, Schulplatz 12–16, Stadtgraben, Steingasse |             | Ensemble Altstadt innerhalb der ehemaligen Stadtbefestigung, (kennzeichnendes Ortsbild, kennzeichnender Ortsgrundriss) |    |
| Direkt Bild zu diesem Denkmal hochladen | Ensemble östliche Vorstadt                                  | Bahnhofstraße 2, Hauptstraße 16–77, Stadtgraben |             | Ensemble östliche Vorstadt (kennzeichnender Ortsgrundriss) |    |
| Direkt Bild zu diesem Denkmal hochladen | Ensemble westliche Vorstadt                                 | Ernst-Thälmann-Straße, Felsenkellerstraße, Oberes Waldtor 1–31, Plan, Töpfersberg, Tennebergstraße 2, Unteres Waldtor |             | Ensemble westliche Vorstadt (kennzeichnender Ortsgrundriss) |    |
| Direkt Bild zu diesem Denkmal hochladen | Ensemble südliche Vorstadt                                  | Bornpforte 1–52, Brühlgasse 1–4, L.-Bardorf-Straße, Heiliges Kreuzm Mühlgasse, Mühlgraben, Neue Gasse, Tennebergstraße 1–3, Wassergasse 2, Zeughausgasse 3 |             | Ensemble südliche Vorstadt (kennzeichnender Ortsgrundriss) |    |